# 78 (број)
78 је природан број који се јавља после броја 77, а претходи броју 79.

## У математици
78 је:
- троугаони број.
- полусавршен број.

## У науци
- атомски број платине.

## Остало
- 78, линија београдског ГСП-а која саобраћа на деоници Бањица 2 — Земун (Нови град).[1]